# Узембаєво
Уземба́єво (рос. Узембаево) — присілок у складі Гайського міського округу Оренбурзької області, Росія.

## Населення
Населення — 135 осіб (2010; 169 у 2002).
Національний склад (станом на 2002 рік):
- татари — 55 %
- башкири — 41 %